# (8554) Gabreta
(8554) Gabreta (1995 KH) – planetoida z pasa głównego asteroid okrążająca Słońce w ciągu 3,3 lat w średniej odległości 2,21 au. Odkryta 25 maja 1995 roku.